# Вёрёш, Петер
Петер Вёрёш (венг. Vörös Péter; род. 14 декабря 1977 года; Будапешт, ВНР) — венгерский футболист, полузащитник. Сыграл несколько матчей за юношескую и молодёжную сборные Венгрии.
Участник молодёжного чемпионата мира по футболу 1997 в Малайзии в составе молодёжной сборной Венгрии.
Основную часть карьеры провёл в венгерских клубах. Наиболее успешно выступал за «Халадаш», «Сегед», «БКВ Элёре», «Шиофок». Из зарубежных команд сыграл за малайзийский «Джохор», немецкую «Викторию» и узбекистанский «Локомотив» Ташкент.